# Corentin Celton
Corentin Celton – stacja linii nr 12 metra  w Paryżu. Stacja znajduje się w gminie Issy-les-Moulineaux. Została otwarta 24 marca 1934.